# La Recueja
La Recueja é um município da Espanha na província de Albacete, comunidade autónoma de Castilla-La Mancha, de área  km² com população de  habitantes (2004) e densidade populacional de 10,90 hab/km².

## Demografia
| Variação demográfica do município entre 1991 e 2004 | Variação demográfica do município entre 1991 e 2004 | Variação demográfica do município entre 1991 e 2004 | Variação demográfica do município entre 1991 e 2004 |
| --------------------------------------------------- | --------------------------------------------------- | --------------------------------------------------- | --------------------------------------------------- |
| 1991                                                | 1996                                                | 2001                                                | 2004                                                |
| 405                                                 | 361                                                 | 320                                                 | 323                                                 |